# Нацистичка партија
Националсоцијалистичка њемачка радничка партија (њем. Nationalsozialistische Deutsche Arbeiterpartei), познатија по свом акрониму НСДАП (од њем. NSDAP), или као Нацистичка партија (њем. Die Nazi-Partei), била је политичка странка у Њемачкој од 1919. до 1945. године.
Адолф Хитлер, посљедњи вођа странке, био је именован за канцелара Њемачке 1933. године од стране предсједника Паула фон Хинденбурга. Хитлер је убрзо успоставио тоталитарни режим, познатији као Нацистичка Немачка.
Страначка идеологија је одбацивала неуспјехе комунизма, либерализма и демократије, а подржавала је „расну чистоћу њемачког народа”. Странка је прогонила све оне који би били означени као расни непријатељи тј. „животи недостојни живота” (њем. Lebensunwertes Leben). Ово је укључивало Јевреје, Роме и тзв. „хибриде” (њем. Mischlinge) заједно са комунистима, хомосексуалцима, менталним и психичким болесницима, и другим.
Хитлерова жеља да изгради Велико њемачко царство, служећи се експанзионистичком политиком, довела је до избијања Другог свјетског рата.

## Почетак и забрана: 1923
НСДАП је настала из промјене имена Њемачке радничке партије, DAP) 24. фебруара 1920. Истог дана је објављен њен политички програм са 25 тачака. Главни циљеви су били ревизија Версајског споразума, одузимање држављанства Јеврејима, уједињење свих Нијемаца у једну велику Њемачку као и старање о њемачком народу. Недуго затим је почело издавање првих чланских картица. Пошто је НСДАП хтела да гестом покаже своју величину, картице нису почели да издају од броја 1, већ од 501. У том контексту је Хитлер добио број 555. До 1923. присталице НСДАП су углавном биле из Баварске. Исте године су Французи и Белгијанци војно интервенисали у Рурској области, што је код Нијемаца изазвало бурне реакције. Док су Французи хтјели да обезбједе плаћање њемачких репарација кроз окупирање Рурске области као хипотеку, њемачки радници су кренули у бојкот. Њемачка држава је штрајкачима плаћала плату, али је у исто вријеме производ стао. Плате су финансиране уз брзо штампање новца, што је изазвало велику инфлацију, ширење сиромаштва и дестабилизацију политичких прилика. У намјери да искористи ту ситуацију, Хитлер је кренуо у Пивнички пуч.
После неуспјеха пуча НСДАП је забрањена 23. новембра 1923. заједно са Комунистичком партијом Њемачке од стране генерала Ханса фон Секта. Њен вођа Хитлер је осуђен на затворску казну у затвору Ландсберг.

## Странка током Хитлеровог одсуства
Након повратка Хитлера из затвора, будућност партије је била сасвим неизвјесна. Вајмарска Република је успјела да стабилизује валуту, чиме је ојачала свој ауторитет. Крајем фебруара 1924. укинуто је ванредно стање. Ако се узме у обзир да је и стопа незапослености пала, могло се рећи да је држава била на добром путу нормализације.
НСДАП је била у веома лошем стању, јер је и даље била забрањена као и њене партијске новине Народни посматрач. Хитлер је одабрао Розенберга као привременог вођу. Међутим он није био у стању да уједини партију. Због различитих мишљења индивидуалаца као Ерих Лудендорф, Грегор Штрасер и Ернст Рем пријетио је распад партије. Кад је Хитлер изашао из затвора, нису га очекивали конкуренти него посвађане фракције партије. Њима је Хитлер личио на дуго чеканог спасиоца. Само уз такву ситуацију је Хитлер могао да преузме потпуну власт у партији.
Пар година касније Хитлер је изјавио:
Шта иначе никад не би било могуће, могао сам лани (после изласка из затвора) свакоме у партији рећи: Од сада се бијемо, као што ја желим, и никако другачије.

## Успон: 1925—1933
Адолф Хитлер је пуштен из затвора децембра 1924. године. Следеће године он је поновно основао и реорганизовао Националсоцијалистичку партију, и ставио се на њено чело као неприкосновени вођа. Нова Националсоцијалистичка партија није била више паравојна организација, и порицала је било какве намјере доласка на власт силом. У сваком случају, економска и политичка ситуација се стабилизовала и десничарски покрети из 1923. године су маргинализовани, тако да није било могућности за даљим револуционарним авантурама. Националсоцијалистичка партија је 1925. године подијељена у корпус политичких вођа (њем. Korps der politischen Leiter), којег је постављао Хитлер, и у опште чланство (њем. Parteimitglieder). Странка и СА су били одвојени и легалност страначког рада је унапређена. У знак овог, странка је почела да учлањује жене. СА и СС (основани априла 1925. као Хитлерова телесна стража, под командом Химлера) су били описивани као група за подршку, и сви чланови ових група су прво морали да постану редовни чланови странке.
Замјеник страначког вође је био Рудолф Хес, али он није имао стварну власт унутар странке. До раних 1930-их, водећи чланови партије, осим Хитлера су били Хајнрих Химлер, Јозеф Гебелс и Херман Геринг. Испод корпуса политичких вођа су се налазиле страначке регионалне вође, гаулајтери, и сваки од њих је руководио странком у свом региону (њем. Gau). Било је 98 региона за Њемачку и додатних седам за Аустрију, Судете (у Чехословачкој), Данциг и Сар (тада под француском окупацијом). Јозеф Гебелс је почео свој успон у страначкој хијерархији као гаулајтер Берлина-Бранденбурга 1926. године.

## Програм
За детаље о програму НСДАП погледати чланак Националсоцијалистички програм
Програм Националсоцијалистичке немачке радничке партије је усвојен 1918. године, и састојао се од 25 тачака, које су представљале спој национализма и социјализма.

## Страначки састав

### Вођство

#### Фирер
На челу Националсоцијалистичке партије се налазио фирер (њем. Der Führer), који је имао неограничену власт и потпуну контролу над странком. Сви други страначки органи су били потчињени фиреру и извршавали су његове инструкције. Године 1934, фирер Адолф Хитлер је основао независни страначки орган, Фирерову канцеларију, са својим организационим јединицама.
Непосредно испод Фирерове канцеларије се налазио Штаб замјеника фирера, на челу са Рудолфом Хесом, а затим Партијска канцеларија (њем. Parteikanzlei), на челу са Мартином Борманом.

#### Рајхслајтери
Рајхслајтери (њем. Reichsleiters) су били директно потчињени фиреру, а укупно их је било осамнаест. Они су по власти и утицају били изједначени са министрима у Хитлеровом кабинету. Рајхслајтери су колективно састављали Рајхслајтунг НСДАП (њем. Reichsleitung der NSDAP), којем је сједиште било у Минхену. За разлику од гаулајтера, рајхслајтери нису имали посебна географска подручја под својом влашћу, него су били одговорни за појединачне ресоре.

### Опште чланство
Опште чланство (њем. Parteimitglieder) попуњавали су градски и рурални припадници нижих и средњих сталежа. 7% припадника припадало је вишем сталежу, других 7% били су сељаци, 35% су били индустријски радници и 51% чланова је било описано као средњи сталеж.
Када је Националсоцијалистичка партија дошла на власт 1933. године имала је преко 2 милиона чланова. Странка је привлачила масу чланова, па је тако до свог нестанка бројала 8,5 милиона чланова. Многи чланови су се учланили само због каријере, али странка је имала бар један милион активних чланова.

### Војно чланство
Присталице Националсоцијалистичке партије које су желели да изграде војну каријеру регрутовани су у Вафен СС, али велик број њих је регрутован и у Вермахт, а касније још више јер је почео Други светски рат. Регрутовање у Вермахт било је допуштено само политички неактивним, а сваки нациста који би се придружио Вермахту морао је иступити из Националсоцијалистичке партије.
Тај начин регрутовања је касније напуштен, а кад је почео Други светски рат у Вермахту је било и чланова Националсоцијалистичке партије. Бројни резервисти Вермахта су били такође чланови Националсоцијалистичке партије.

### Студентско чланство
Године 1926, Националсоцијалистичка партија је формирала посебно одељење за учлањивање студентске популације, познатим под називом Националсоцијалистичка немачка студентска лига.

### Женско чланство
Националсоцијалистичка женска лига је била организација жена унутар странке. До 1938. године је имала око 2 милиона чланова.

### Инострано чланство
Партијски чланови који су живели ван Немачке су били учлањивани у Инострану организацију (њем. Auslands-Organisation). Организација је била резервисана само за тзв. „етничке Немце” (њем. Volksdeutsche). Они који нису имали њемачко држављанство нису могли да се учлане.

### Паравојне групе
Постојало је и неколико паравојних група које су подржавале Националсоцијалистичку странку и њене циљеве. Чланови паравојних група су морали прво да буду чланови странке, а затим су по жељи могли да се учлане у неку од група. Велики састав страначких паравојних група су били засебни за сваку паравојну групу.
Веће страначке паравојне групе су биле:
- — Заштитни одред
- — Јуришни одред
- — Националсоцијалистички летећи корпус
- — Националсоцијалистички мотоциклистички корпус

Хитлерјугенд је био такође паравојна група коју су водили пунолетни чланови, а у њу су се учлањивали младићи од 14 до 18 година. Савез њемачких дјевојака је била еквивалентна група за девојке.